# Heping, Tianjin
Heping är ett stadsdistrikt i Tianjin i norra Kina.
Det är indelat i sex stadsdelsdistrikt (jiedao):
- Nanshi (南市街道)
- Nanyingmen (南营门街道)
- Quanyechang (劝业场街道)
- Wudadao (五大道街道) (tidigare Tiyuguan)
- Xiaobailou (小白楼街道)
- Xinxing (新兴街道)